# M/S Stena Scanrail
 M/S Stena Scanrail är en fraktfärja, i första hand för lastbilar. Dess fraktkapacitet är cirka 900 längdmeter.
Den ägdes förut av Stena Line och gick mellan Göteborg och Frederikshavn. Fartygets hemmahamn är Göteborg och hade i Göteborg tilläggsplats vid Kvillepiren i Frihamnen. Ombyggdes till RoRo tågfärja 1986 vid Cityvarvet i Göteborg. Transporter av järnvägsvagnar upphörde 2008. Under våren/sommaren 2012 iståndsattes färjelägen och fartyget tillfälligt för att åter transportera tåg, detta då en tågbro över Limfjorden på Østjyske længdebane i Danmark seglats på och skurit av järnvägen mellan Nordjylland och övriga Danmark. Ett planerat banarbete samt instängda motorvagnar föranledde denna åtgärd.
Stena Scanrail har blivit ersatt av färjan M/S Stena Gothica, innan dess kallad M/S Ask, på linjen Göteborg–Fredrikshamn, och att Frihamnsterminalen troligen skall flyttas till nuvarande Tysklandsterminalen.
Tisdagen den 25 augusti 2015, klockan 12.45 från Göteborg och 17.30 från Frederikshavn gick de sista avgångarna med den legendariska trotjänaren Scanrail som seglat på linjen sedan 1987. Samma dag tog Ask, som bytt namn till Stena Gothica, över på linjen och seglade första turen 22.15 från Göteborg och 03.00 från Frederikshavn och använde Tysklandsterminalen istället. Någon längre tillvaro på linjen Göteborg - Fredrikshamn blev det emellertid inte utan M/S Gothica fortsatte på olika tillfälliga uppdrag för Stena Line, och i mitten av september 2018 ersattes hon av M/S Stena Vinga som tredje fartyg på Göteborg - Fredrikshamn. 
Sedan starten den 7 december 1987 har Stena Scanrail gjort 25 797 resor, motsvarande 1 341 444 nautiska mil, 2 484 354 kilometer eller 62 varv runt jorden. 
Stena Scanrail är såld till Turkiet där den fortsätter som lastbilsfärja, under namnet Birdeniz.